# Авдєєв Вадим Миколайович
Вадим Миколайович Авдєєв (23 грудня 1933, Зінов'євськ — 23 січня 1997, Київ) — український співак (тенор). Заслужений артист УРСР (з 1969 року). Лауреат 1-го республіканського конкурсу імені М. Лисенка (перша премія, 1962).

## Біографія
Народився 23 грудня 1933 року у місті Зінов'євську (тепер Кропивницький). Навчався співу в О. Петляш. Закінчив Київську консерваторію (клас Д. Петриненко).

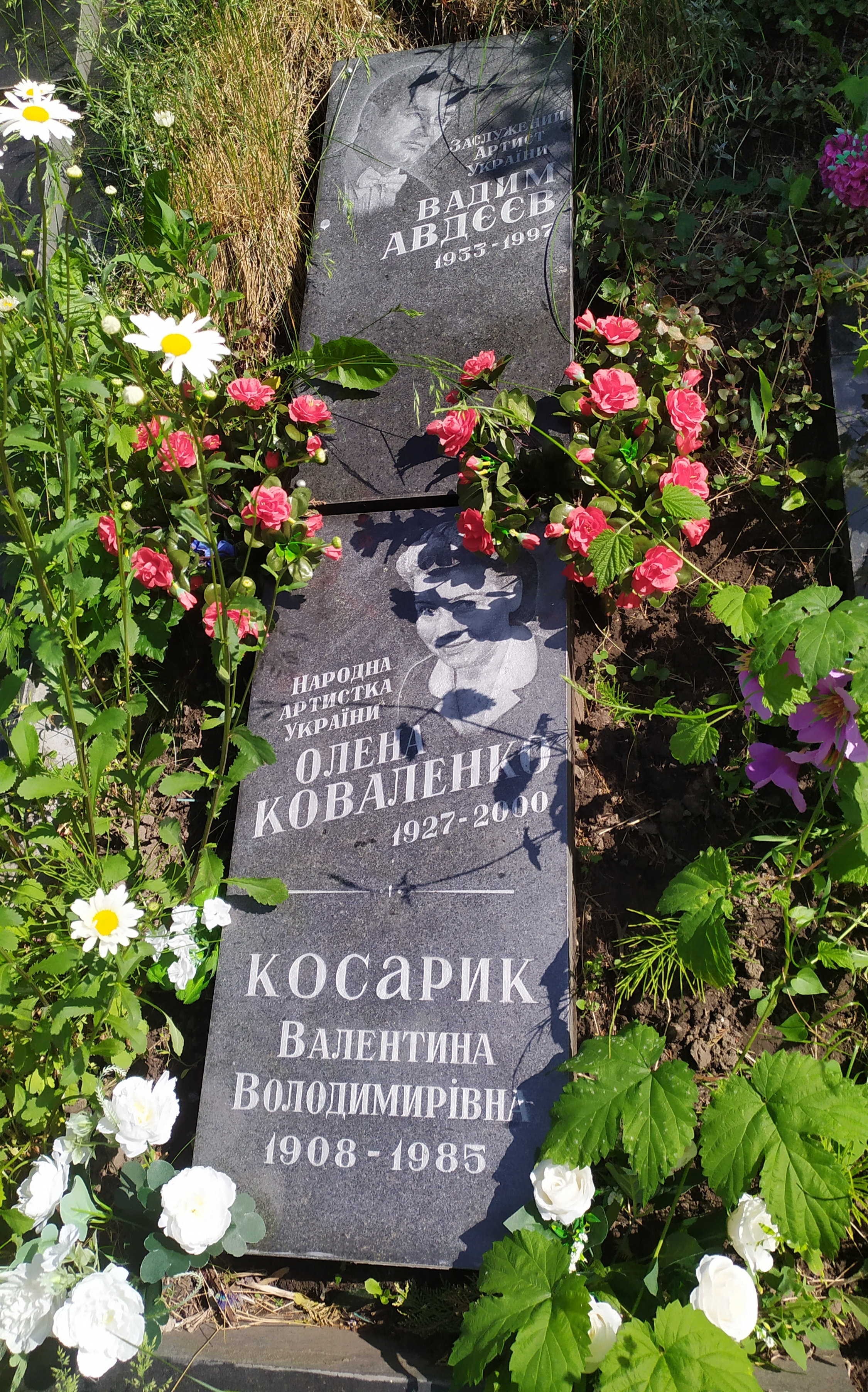
Могила Вадима Авдєєва та його родини, Байкове кладовище

У 1956–1958 роках був солістом Ансамблю пісні і танцю Київського військового округу, у 1958–1960 роках — Українського народного хору імені Г. Верьовки, у 1960–1986 роках — Київської філармонії. В 1987–1997 роках — педагог студії Українського народного хору імені Г. Верьовки.
У репертуарі були твори вітчизняної і зарубіжної класики, українські народні пісні.
Чоловік актриси і диктора радіо Олени Коваленко.
Помер 23 січня 1997 року. Похований у колумбарії Байкового кладовища разом із дружиною та тещею.